# Tiberius Gemellus
Tiberius Gemellus, egentligen Tiberius Julius Caesar Nero Gemellus, född 10 oktober 19 i Rom, död där 37, var son till Drusus den yngre och Livilla och sonson till Tiberius och därmed kusin till kejsar Caligula. Gemellus är ett smeknamn som betyder tvillingen. Hans tvillingbror Tiberius Claudius Caesar Germanicus Gemellus dog som liten år 23.
Gemellus far, Drusus den yngre, dog under mystiska omständigheter när Gemellus bara var fyra år gammal. Förmodligen blev han mördad av praetoriangardets prefekt Sejanus. Gemellus mor Livilla konspirerade med Sejanus i syfte att denne skulle störta och efterträda Tiberius och hon var också dennes älskarinna. Hon ansågs även att tillsammans med Sejanus ha giftmördat sin man Drusus den yngre och dödades av dessa anledningar när Tiberius omintetgjorde deras försök till att ta över makten.
Mycket litet är känt om Gemellus och hans korta liv, eftersom han förbigicks av den kejserliga familjen med tystnad. Han fick inte iföra sig sin toga virilis, som var ett tecken på att man var en vuxen man, förrän han var 18, när den vanliga åldern var 14.
När Gemellus var tolv år gammal fördes han till sin farfar Tiberius på Capri där redan hans kusin Caligula befann sig och de gjordes tillsammans till kejsarens huvudarvingar. Caligula var tydligt favoriserad av Tiberius och var den han föredrog av dem båda. Sejanus och Livilla hade varit älskande under många år och det fanns de som hävdade att Sejanus var far till tvillingarna Gemellus.
Den 16 mars 37 e.Kr. dog Tiberius och Caligula blev kejsare. Han adopterade Gemellus, men kort därefter lät han döda honom, anklagad för att ha varit delaktig i en komplott mot Caligula medan denne låg sjuk.